# Anergie
Als Anergie wird der Bestandteil einer Energie bezeichnet, der in einem Prozess keine Arbeit verrichten kann.
In einer idealen, d. h. reversibel arbeitenden Wärmekraftmaschine, die zwischen einem Wärmereservoir (z. B. Ofen) und einer Wärmesenke (der kühleren Umgebung mit {\displaystyle T_{\text{res}}>T_{\text{Umg}}}) arbeitet, kann immer nur ein Teil der thermischen Energie, nämlich die Exergie, in technische Arbeit umgewandelt werden; ein anderer Teil (die Anergie) muss zwingend an die Wärmesenke abgeführt werden und kann dann nicht mehr in andere Energieformen umgewandelt werden. In Wärmekraftwerken ist die Wärmesenke, die die Anergie an die Umgebung übergibt, z. B. ein Kühlturm, ein großes Fließgewässer oder ein Fernwärmenetz.
Die Anergie ist also der Rest, der übrig bleibt, wenn die Exergie entzogen worden ist:
{\displaystyle {\text{Energie}}={\text{Anergie}}+{\text{Exergie}}}.
Die beiden Begriffe Anergie und Exergie gehen auf Arbeiten von Zoran Rant zurück und differenzieren die thermische Energie in zwei Anteile. Alle anderen Energieformen (mechanisch, elektrisch usw.) sind reine Exergie.
Der Anteil der Anergie an der gesamten Energie ergibt sich im reversiblen, d. h. idealen Wärmekraftprozess aus dem Carnot-Wirkungsgrad {\displaystyle \eta }:
{\displaystyle 1-\eta ={\frac {T_{\text{min}}}{T_{\text{max}}}}},
hängt also nur von den Temperaturen {\displaystyle T_{\text{max}}} des Wärmereservoirs und {\displaystyle T_{\text{min}}} der Wärmesenke ab, zwischen denen die Wärmekraftmaschine arbeitet. In einer realen Wärmekraftmaschine treten u. a. Reibungsverluste auf, die zu einer Verringerung des Nutzarbeitsanteils führen. Die Anergie wird also auf Kosten der Exergie erhöht. Anergie ist die nutzlose Form der Wärme, die Thermische Energie der Umgebung ist reine Anergie. Hierbei wird die Umgebung als so groß angenommen, so dass bei einem Prozess, bei dem die Wärmemenge frei wird, weder Temperatur noch Druck der Umgebung messbar beeinflusst.
Siehe auch: Offenes System
Eine Ausnahme ergibt sich, wenn die Wärmekraftmaschine zwischen der Umgebung und einem Kältereservoir arbeitet ({\displaystyle T_{\text{res}}<T_{\text{Umg}}}); in diesem Fall kann die Energie der Umgebung zum Teil in Exergie umgewandelt werden.